# Uromunna nana
Uromunna nana là một loài chân đều trong họ Munnidae. Loài này được Nordenstam miêu tả khoa học năm 1933.